# Jacobuskerk (Utrecht, Bemuurde Weerd)
De Jacobuskerk in Utrecht is een voormalige oud-katholieke kerk, gelegen aan de Bemuurde Weerd.
Op deze plek stond eerst een schuilkerk, in de 16e eeuw ingericht voor de voormalige statie buiten de stadsmuren, behorende bij de parochie van de Jacobikerk binnen de stad. Ook twee huizen hoorden bij het complex. Net als die van de Gertrudiskapel en de Maria Minor, sloot de inmiddels zelfstandig geworden parochie zich aan bij de Oud-Katholieken, doordat toenmalig pastoor J.H. Hansen in 1702 de zijde van aartsbisschop Petrus Codde koos, nadat deze laatste was geschorst door paus Clemens XI. Oorzaak van de schorsing was het aloude recht van het kiezen van een eigen aartsbisschop, op welk recht de Nederlandse rooms-katholieken van de 17e en 18e eeuw zich beriepen. Rome was het hier niet mee eens en wilde zelf benoemen.
Het huidige gebouw werd gebouwd in 1870, en ingewijd door de oud-katholieke aartsbisschop Henricus Loos. De Jacobuskerk was een ontwerp van architect G. Gerritsen en bezat ook nog een toren. De toren is in 1889 gesloopt nadat deze was gaan verzakken. De kerk is het enige voorbeeld van stucadoorsgotiek, ook wel Waterstaatsgotiek genoemd, in Utrecht.
De leden van de parochie van Sint Jacobus oefenden tot ongeveer 1950 vrijwel allen het beroep van hovenier/tuinder uit. Waren zij eerst tegen de stadssingels aan gevestigd (huidige Koekoeksbuurt, Herenweg, Otterstraat) allengs werden zij door stadsuitbreiding "verdreven" naar Pijlsweerd, Lagenoord, Hogen Oord, Lauwerecht, Draaiweg en Zandpad. Nog weer later naar Zuilen, Maarssen, Vleuten, Blauwkapel, Groenekan en Westbroek. Hun kerkelijk centrum bleef echter steeds de Sint Jacobuskerk.
In april 1989 moest het kerkgebouw vanwege teruglopend kerkbezoek en hoge onderhouds- en personeelskosten, worden afgestoten. De parochianen gingen deel uitmaken van de Oud-Katholieke Parochie van Utrecht met als kerkgebouw de Sint-Gertrudiskathedraal aan het Willemsplantsoen in Utrecht. Nieuwe gebruiker was een meubelmaker/antiquair. Eind 2009 heeft deze eigenaar de kerk weer verkocht en het gebouw is nu verbouwd tot één woonhuis.
Het orgel, gebouwd door de Utrechtse orgelbouwer Johan Frederik Witte in 1879, en betaald uit een schenking door de parochiane Petronella van Oort, staat sinds 1995 in de Rehobothkerk te Doornspijk.
Historische kerkgebouwen:
Sint-Augustinuskerk · Buurkerk · Sint-Catharinakathedraal · Domkerk · Doopsgezinde kerk · Geertekerk · Jacobikerk · Jacobuskerk · Janskerk · Kerkenkruis · Lutherse Kerk · Mariakerk · Maria Minor · Nicolaïkerk · Pieterskerk · Sint-Gertrudiskathedraal · Sint-Martinuskerk · Sint-Salvatorkerk · Sint-Willibrordkerk · Westerkerk

Overige kerkgebouwen:
Adventkerk · Bethelkerk · Blijde Boodschapkerk · Gerardus Majellakerk · Heilig Hartkerk · Holy Trinity Church · H. Johannes de Doper en H. Bernarduskerk · Johanneskerk · Mattheüskerk · Nieuwe Kerk · Sint-Aloysiuskerk ·Sint-Antoniuskerk · Sint-Dominicuskerk · Sint-Gertrudiskerk · Sint-Jacobuskerk · Sint-Josephkerk · Sint-Rafaëlkerk · Stefanuskerk · Tuindorpkerk · Wederkomst des Herenkerk · Wilhelminakerk · Willem de Zwijgerkerk

Deels gesloopte kerken:
Oranjekerk

Gesloopte kerken:
Christus Koningkerk · Begijnekerk · Heilig Kruiskapel · Johannes de Doperkerk  · Julianakerk · Lucaskerk · Onze-Lieve-Vrouw-van-Goede-Raadkerk · 
Onze-Lieve-Vrouw-ten-Hemelopnemingkerk · Oosterkerk · Sint-Bernarduskerk · Sint-Dominicuskerk (Walsteegkerk) · Sint-Ludgeruskerk · Sint-Monicakerk · Sint-Nicolaaskerk · Sint-Pauluskerk · Sint-Salvatorkerk · Vaartkerk · Zuiderkerk

Voormalige kerken:
Emmaüskerk · Noorderkerk · Leeuwenbergkerk · Sint-Isidoruskerk

Lijst van kerken in Utrecht